# Gotha G.IX
Gotha G.VIII, GL.VIII, G.IX và G.X là họ máy bay ném bom của Đế quốc Đức sản xuất trong những tháng cuối cùng của Chiến tranh thế giới I.

## Tính năng kỹ chiến thuật (G.IX)
Đặc điểm tổng quát
- Kíp lái: 3
- Chiều dài: 9.79 m (32 ft 1 in)
- Sải cánh: 25.26 m (82 ft 11 in)
- Chiều cao: 3.54 m (11 ft 7 in)
- Powerplant: 2 × Maybach Mb IVa, 180 kW (245 hp) mỗi chiêc